# Chiesa di San Pietro (Sori)
La chiesa di San Pietro è un luogo di culto cattolico situato nella frazione di Capreno, in via Capreno, nel comune di Sori, nella città metropolitana di Genova. La chiesa è sede della parrocchia omonima del vicariato di Bogliasco-Pieve-Sori dell'arcidiocesi di Genova.

## Storia e descrizione

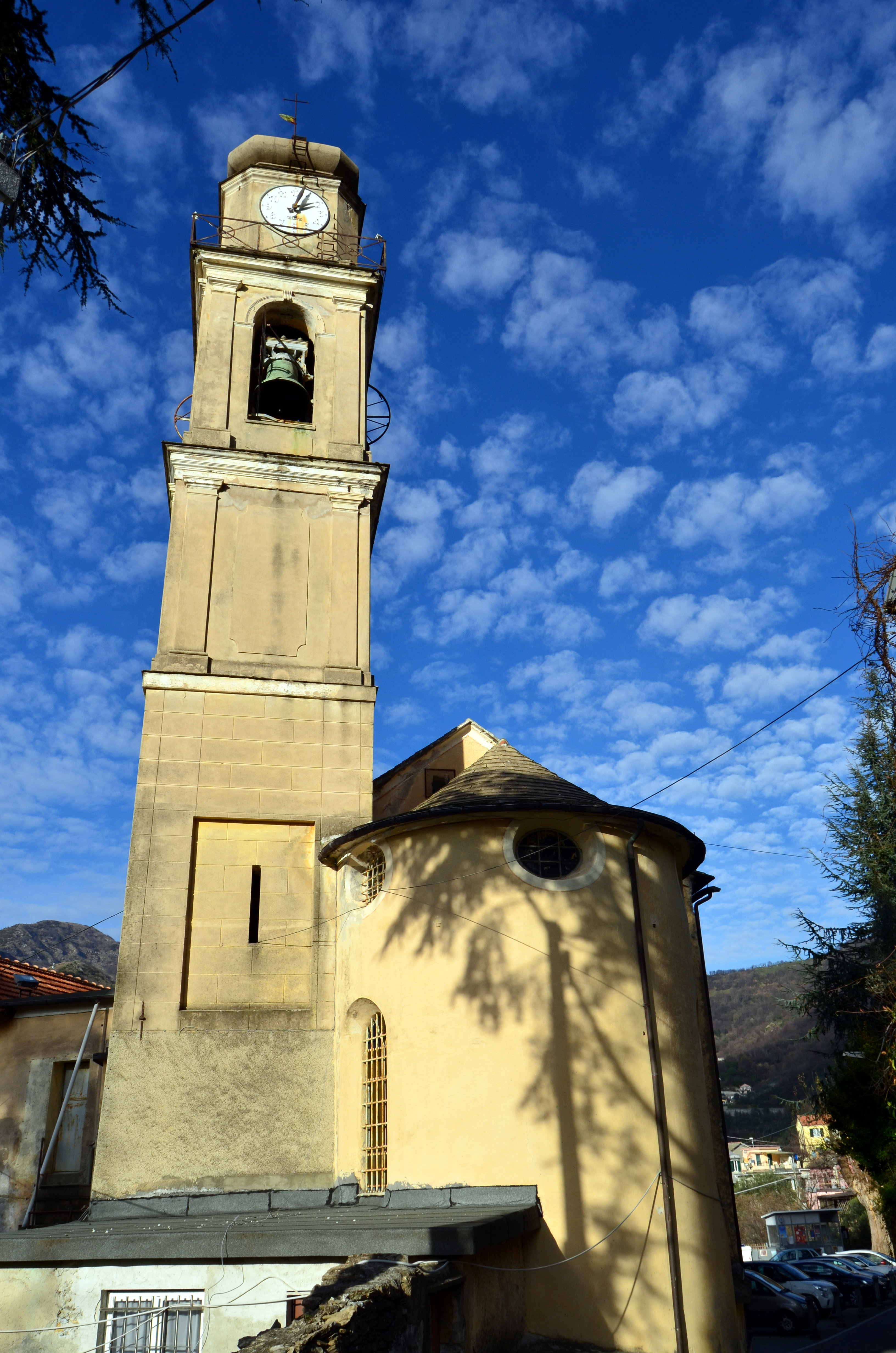
Il campanile e la zona absidale

Le prime notizie della chiesa risalgono ad un atto del 1143; nell'antico documento viene riportata la decisione del primo arcivescovo di Genova - Siro II - nella quale si ordinava il recupero delle decime della pieve di San Michele Arcangelo e delle quattro parrocchie sottoposte, ricavate dallo sfruttamento degli uliveti.
Dal 1322 al 1344 al rettore di Capreno fu sottoposta anche la comunità parrocchiale di Busonengo, decisione che venne confermata anche negli anni 1411 e 1477 quando al prete di Capreno fu aggiunta anche la parrocchia di Canepa. Il 7 novembre del 1597, su richiesta degli stessi caprenesi, le due comunità di Capreno e Canepa furono separate dall'arcivescovo Matteo Rivarola con l'obbligo da parte della popolazione del pagamento di 30 lire annue verso l'unico parroco di Capreno.
La tassa popolare fu sospesa il 28 febbraio del 1600 dallo stesso Rivarola poiché nuovamente le due comunità di Capreno e Canepa furono seguite da un unico rettore; l'11 dicembre dello stesso anno, dopo la nomina di un nuovo rettore, il Vicario generale ripristinò il pagamento delle trenta lire.
Nel periodo tra il 1603 e il 1606 le due comunità subirono continue separazioni e unioni; il 21 luglio 1603 - o 31 luglio secondo altre fonti - l'arcivescovo Orazio Spinola separava ufficialmente, così come attesta un atto notarile del notaio Giovanni Antonio Roccatagliata, le due parrocchie che però si riunirono poco dopo. Un successivo atto arcivescovile dello stesso Spinola del 25 luglio 1606 sancì la nuova separazione tra Capreno e Canepa.
In occasione della visita pastorale del 3 aprile 1631 di monsignor Domenico de' Marini si ordinò il rifacimento del tetto, dell'altare maggiore e del coro, questi ultimi furono benedetti dall'allora rettore il 22 dicembre 1638.
A seguito dell'abbandono della vecchia chiesa, forse nel 1718, si diede l'ordine di edificare un nuovo edificio di culto molto più ampio rispetto al precedente. Il 27 giugno del 1721 l'opera ormai ultimata fu consacrata dall'arciprete della pieve di San Michele di Sori Carlo Antonio Bertolotto; l'antistante piazzale in pietra fu invece inaugurato il 27 maggio del 1722.